# 普利特维采湖群国家公园
普利特维采湖群国家公园（簡稱，發音：[plîtʋitse]），也作布里特威斯湖国家公园，位于克罗地亚中部的喀斯特山区，创立于1949年，为东南欧历史最悠久的国家公园，现在也是克罗地亚最大的国家公园。公园内有许多有石灰岩沉积形成的天然堤坝，这些堤坝又形成了一个个湖泊、洞穴和瀑布。由于主要有16个湖泊，故公园又叫十六湖国家公园。1979年被联合国教科文组织列为世界遗产。現在的普利特維采湖群國家公園是克羅埃西亞最大的觀光地。1997年，隨著國家公園的範圍擴大至100.2平方公里，世界遺產的登錄範圍也隨之擴大。
1991年3月，發生在這裡的普利特维采湖群冲突成為克羅埃西亞獨立戰爭的開始。

## 概况
整个国家公园面积294.82平方公里，其中90%位于利卡-塞尼县，其余部分属于卡尔洛瓦茨县。公园内的湖群呈带状分布在蜿蜒的峡谷中，并分为上、下湖区，上湖区包含12个湖泊，湖底是白云石；下湖区湖底位于石灰石峡谷，有4个湖泊。各湖泊由一条水路相连，由于存在较大的落差，期间形成许多大大小小的瀑布，最大的瀑布位于下湖区末端的“大瀑布”，高达78米。

## 图片

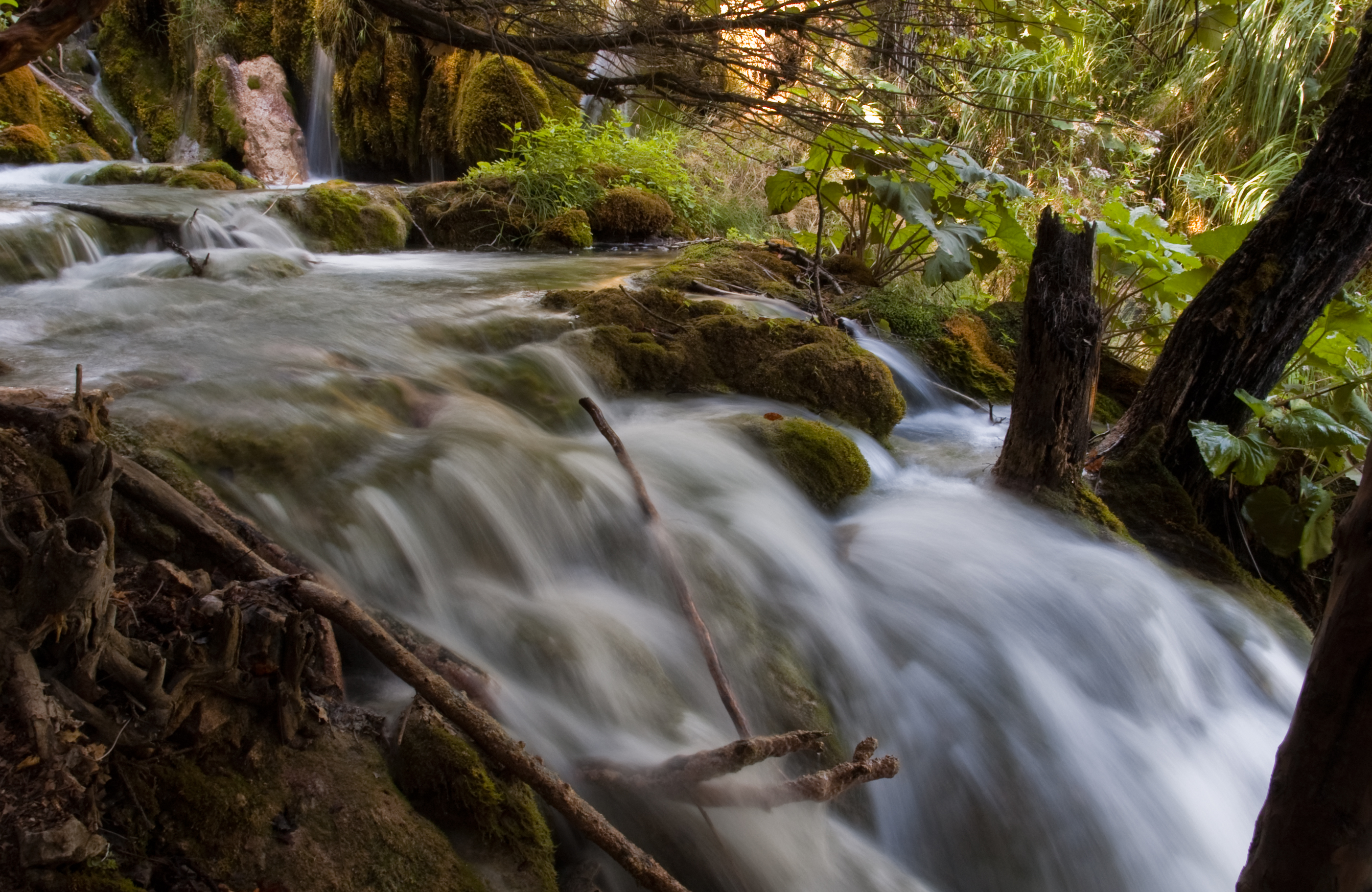
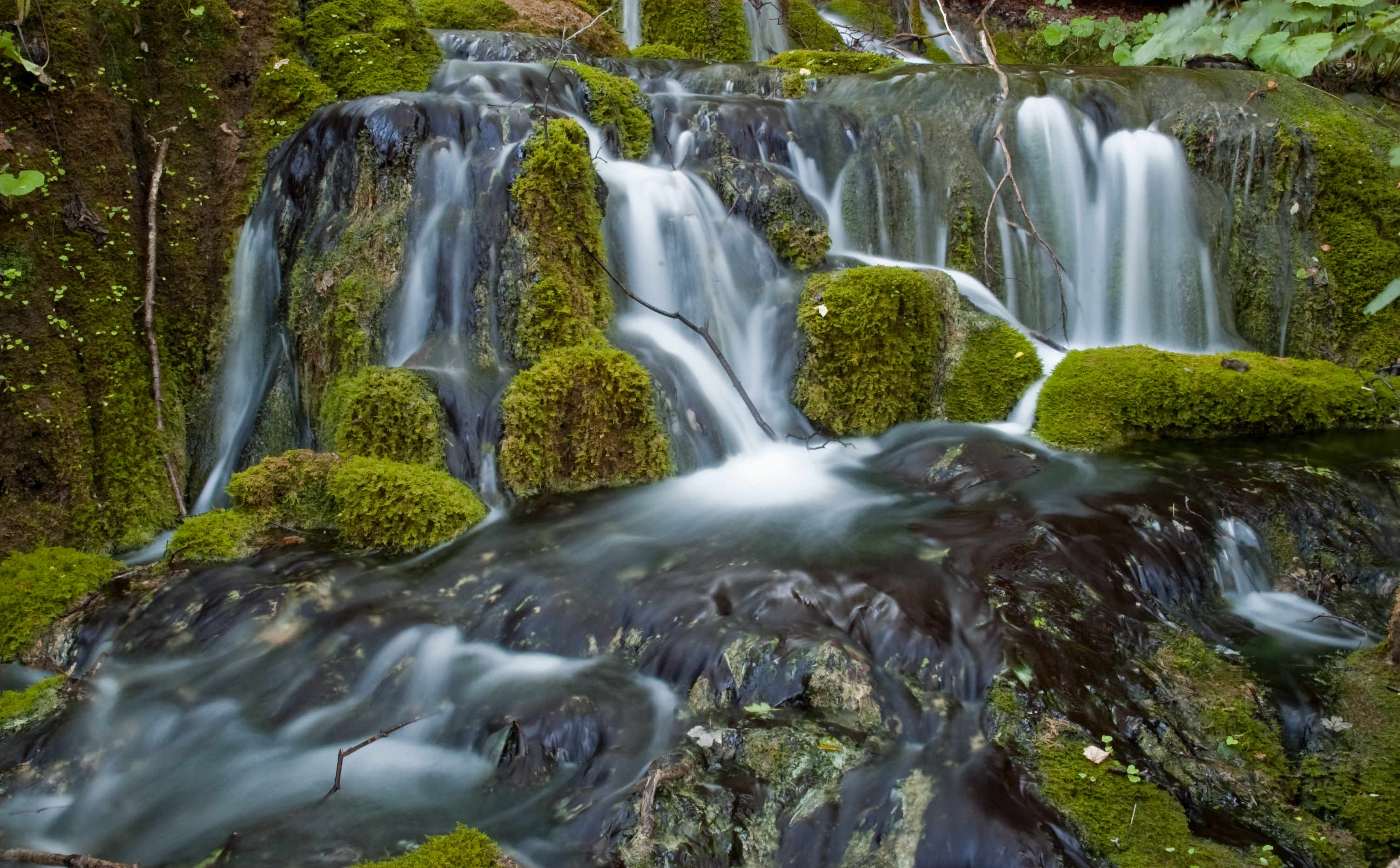
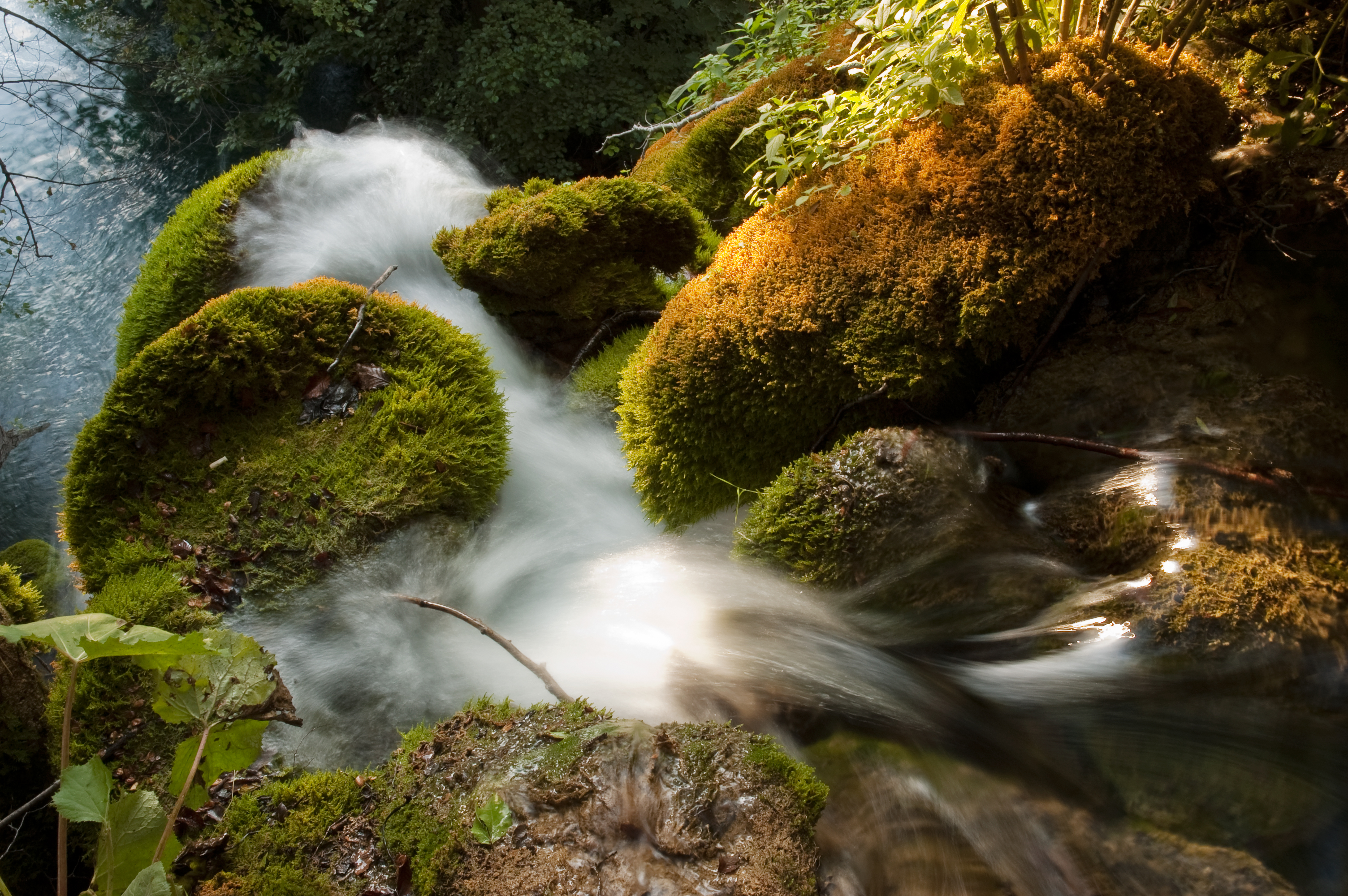
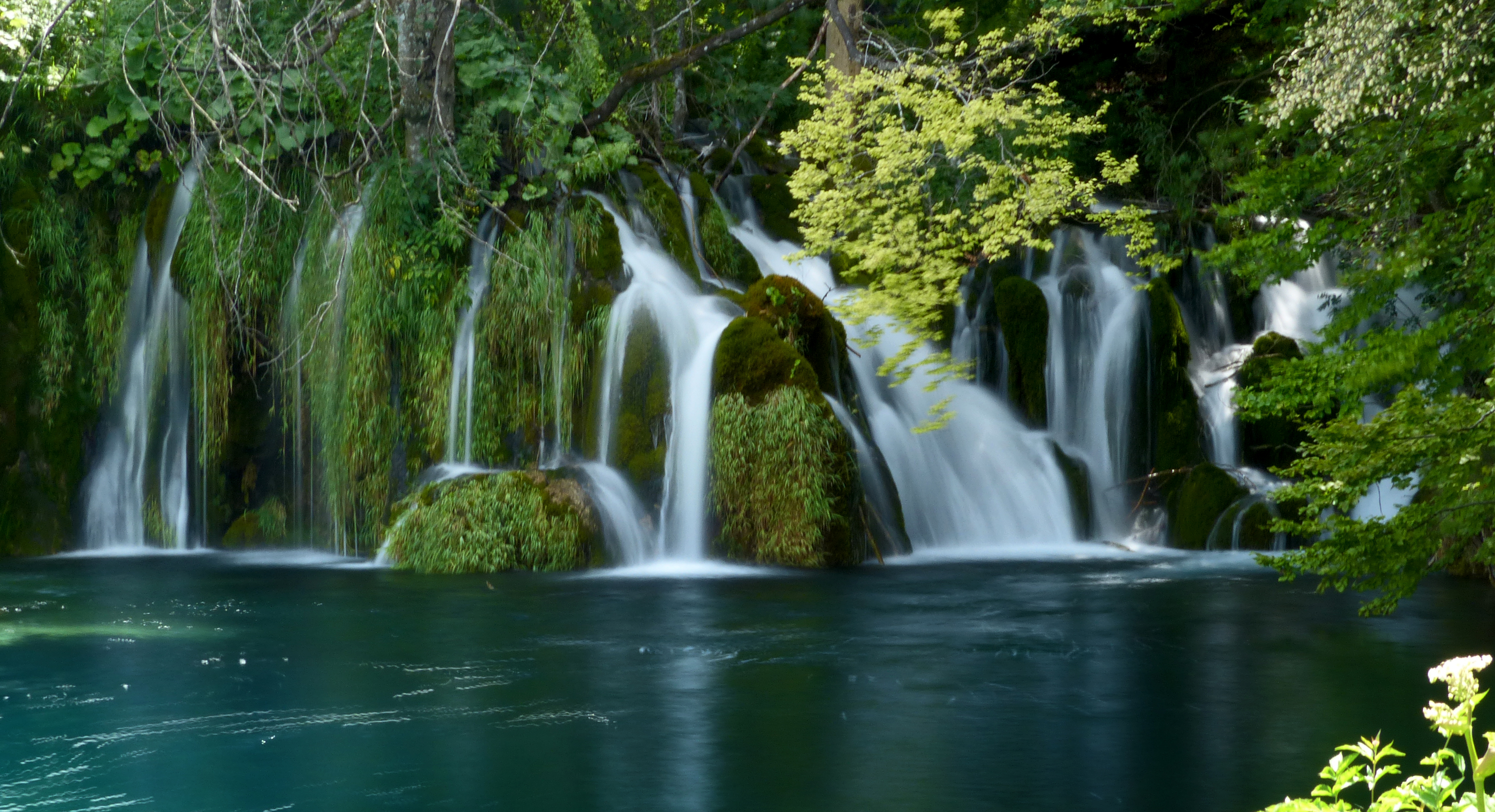
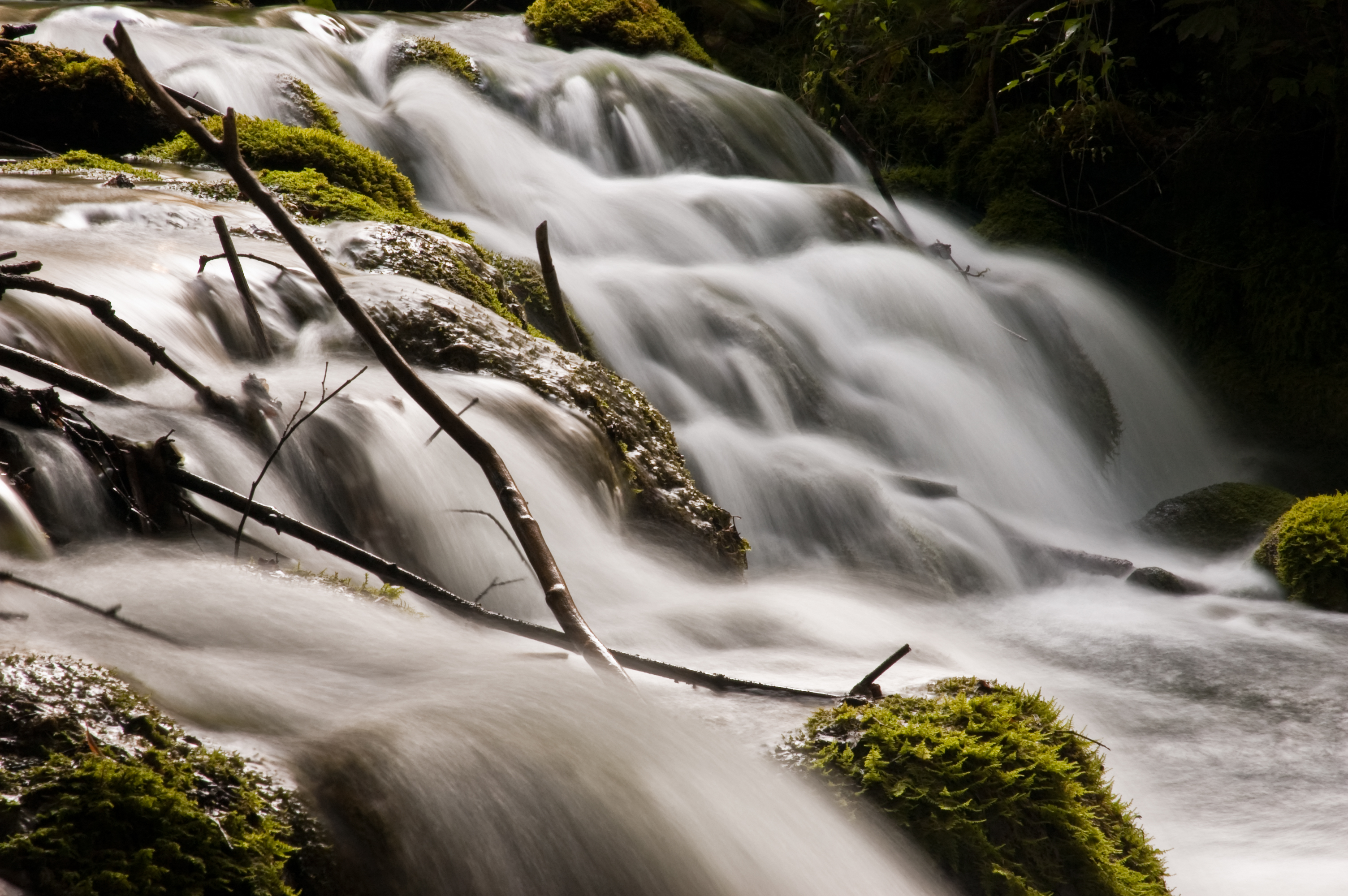
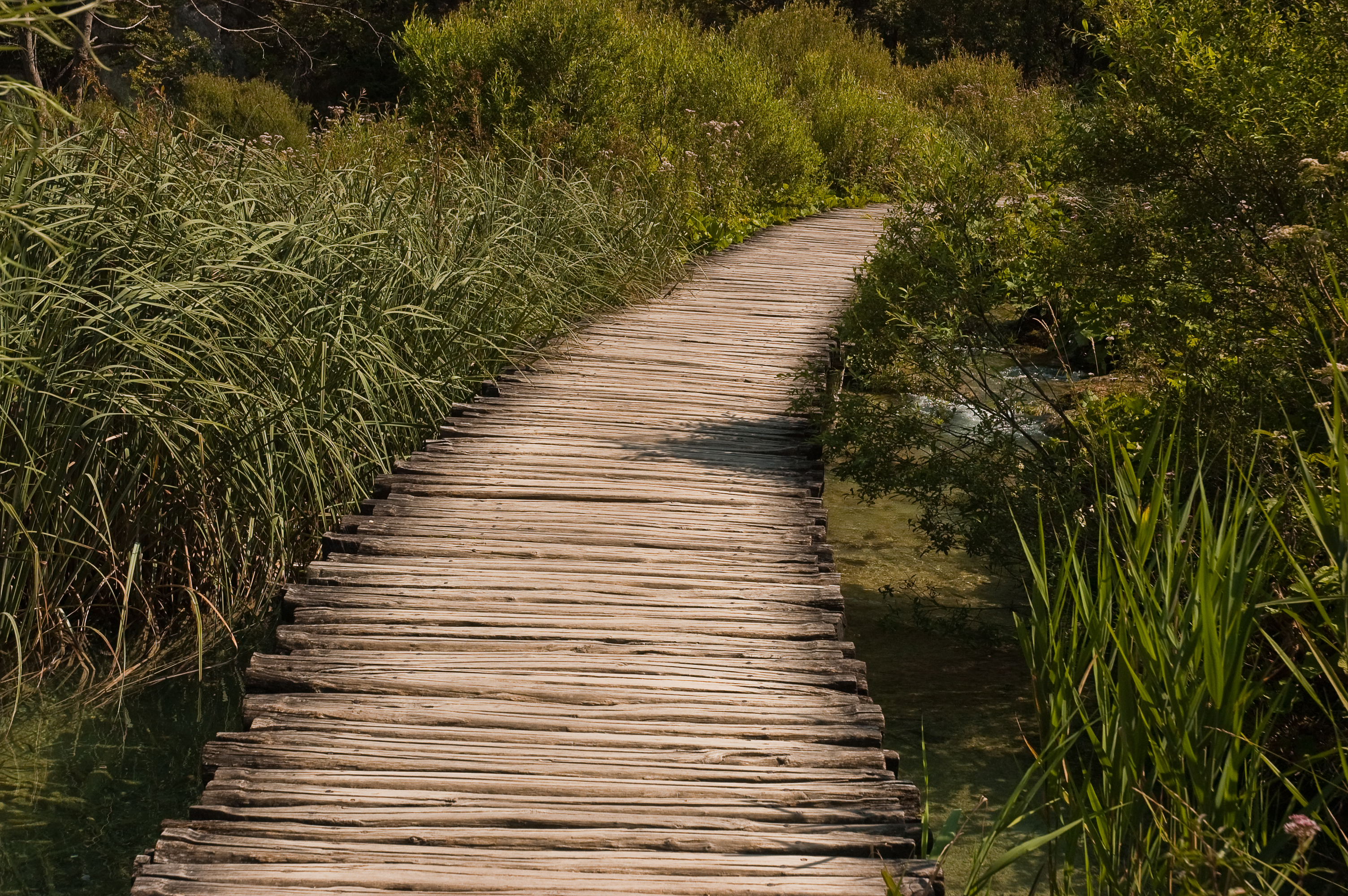
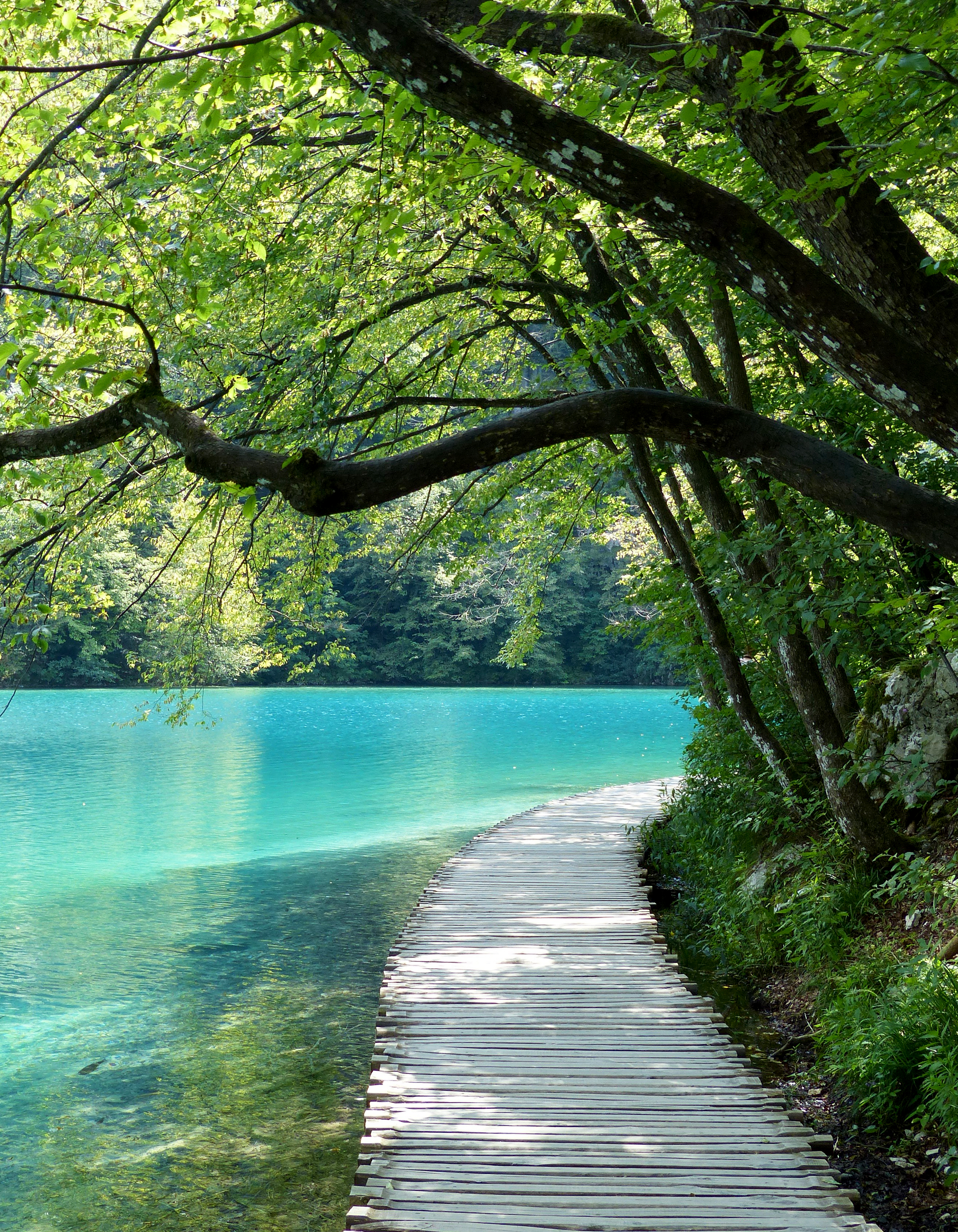
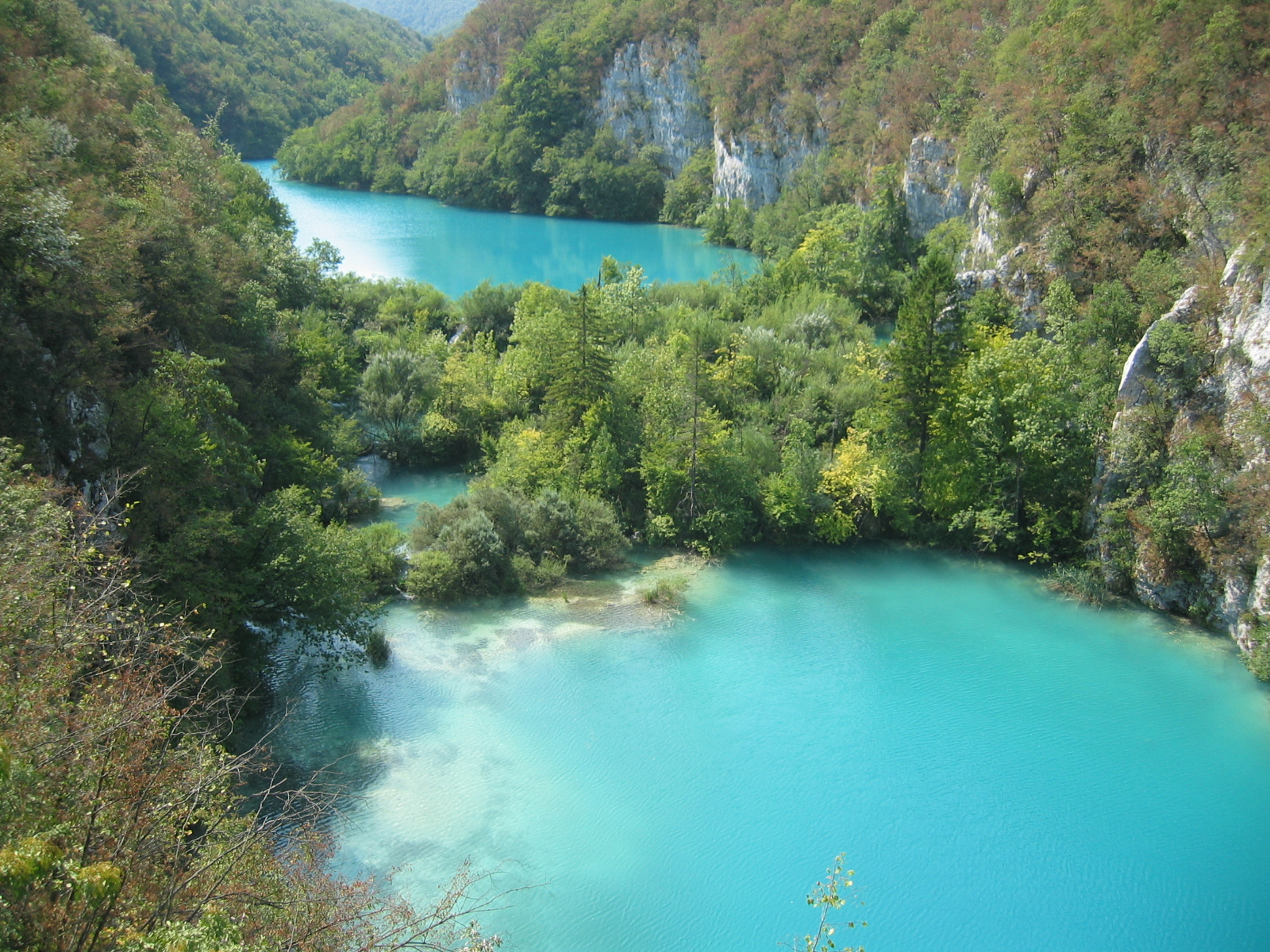
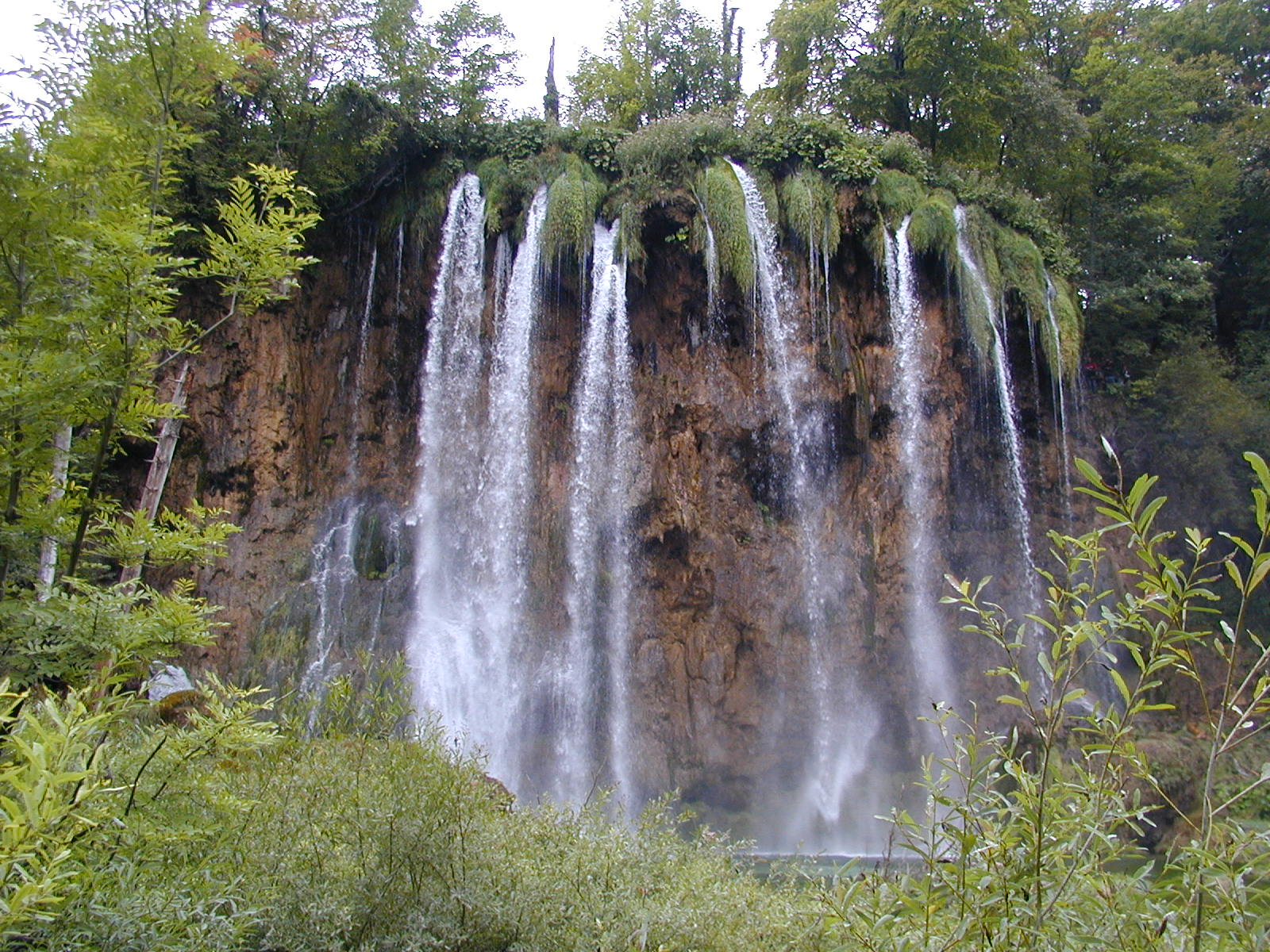
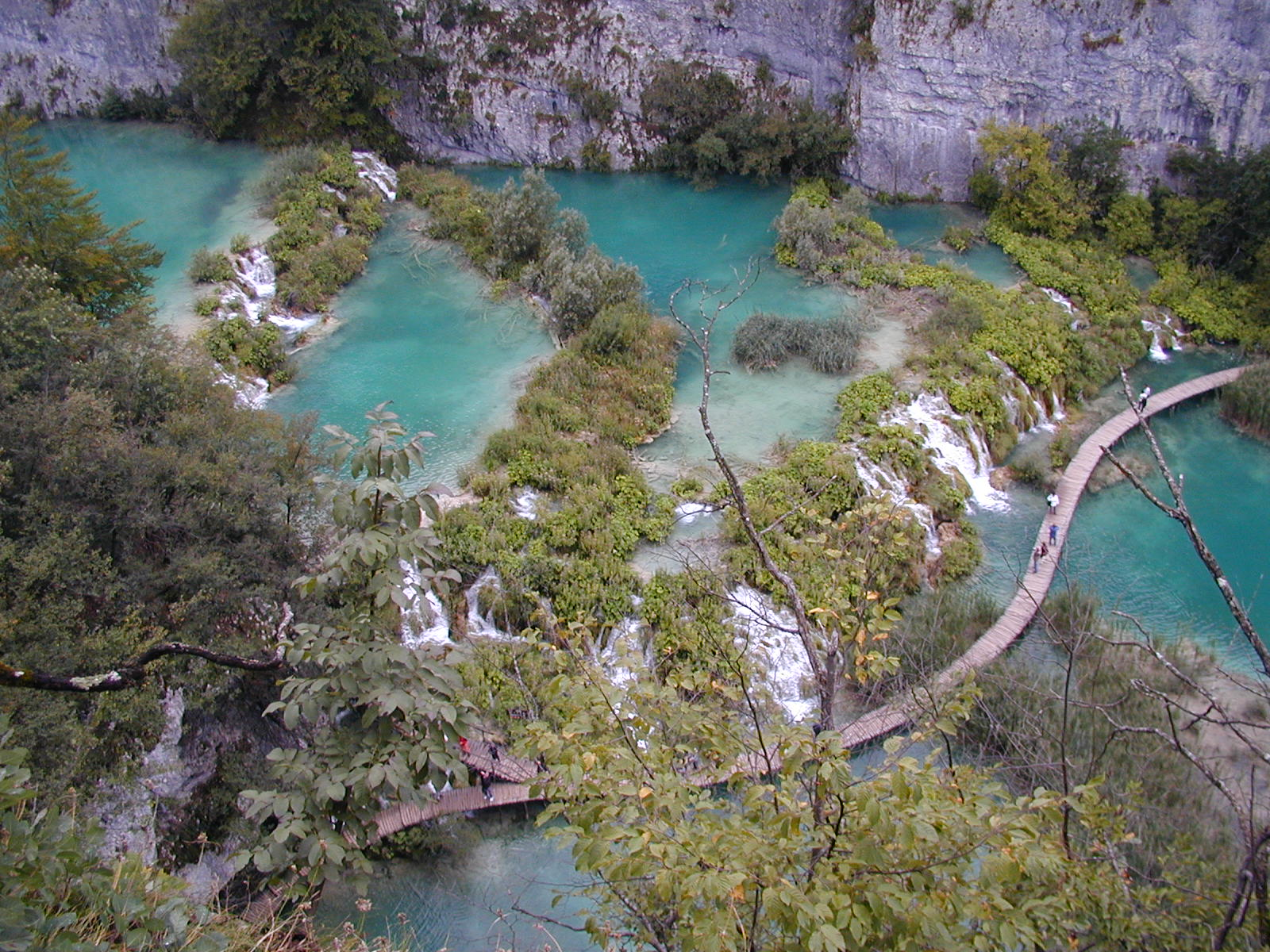
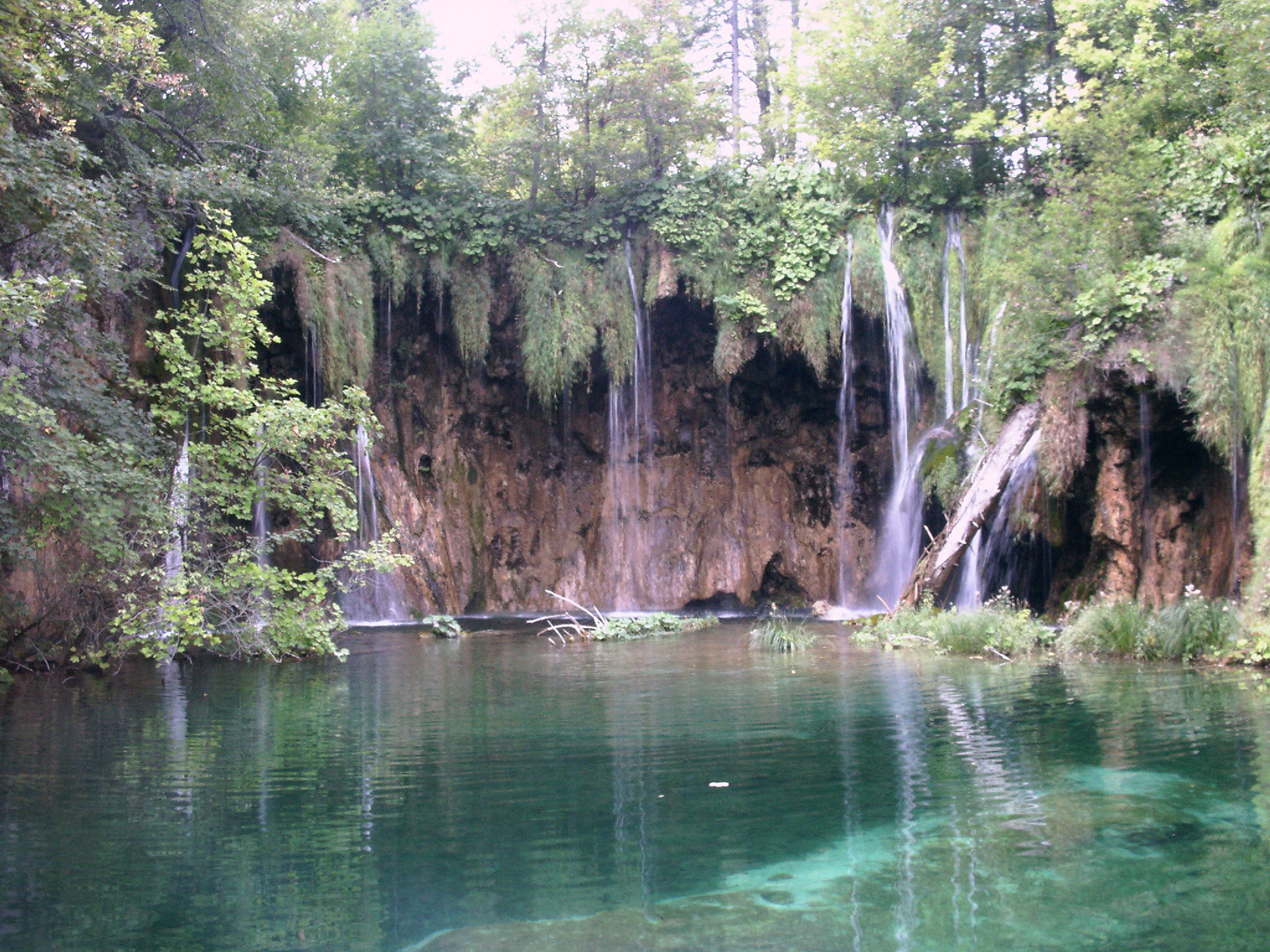